# Caio Júnior
Luiz Carlos Sarolli, conocido como Caio Júnior (Cascavel, 8 de marzo de 1965-La Unión, 28 de noviembre de 2016) fue un futbolista y entrenador de fútbol brasileño. Dirigió varios equipos tradicionales del fútbol brasileño (como Paraná Clube, Palmeiras, Bahia, Goiás, Flamengo, Botafogo, Grêmio, Vitória y Criciúma). Su último equipo dirigido fue Chapecoense.
También se destacó su paso por Vissel Kobe, de Japón, Al-Gharafa, de Catar y Al Jazira, de Emiratos Árabes Unidos.

## Fallecimiento
El técnico dijo una frase encarando a la muerte después de eliminar a San Lorenzo en la semifinal de la Copa Sudamericana 2016, 6 días antes del acontecimiento dijo: "Si muriera hoy, moriría feliz". Su equipo, Chapecoense, clasificó a la final por haber hecho un gol de visitante.
Fue una de las víctimas del vuelo 2933 de LaMia que transportaba al equipo de fútbol brasileño Chapecoense, que estaba de camino hacia Medellín, Colombia, para jugar la final de la Copa Sudamericana 2016 contra el equipo colombiano Atlético Nacional.

## Clubes

### Como futbolista
| Club                 | País     | Año       |
| -------------------- | -------- | --------- |
| Grêmio               | Brasil   | 1985–1987 |
| Vitória de Guimarães | Portugal | 1987–1992 |
| Estrela da Amadora   | Portugal | 1992–1994 |
| Internacional        | Brasil   | 1994      |
| Belenenses           | Portugal | 1995      |
| Novo Hamburgo        | Brasil   | 1996      |
| Paraná               | Brasil   | 1997      |
| XV de Piracicaba     | Brasil   | 1998      |
| Paulista             | Brasil   | 1998      |
| Iraty                | Brasil   | 1998      |
| Rio Branco           | Brasil   | 1999      |

### Como entrenador
| Club          | País            | Año       |
| ------------- | --------------- | --------- |
| Paraná Clube  | Brasil          | 2000–2003 |
| Cianorte FC   | Brasil          | 2003–2004 |
| Londrina EC   | Brasil          | 2004      |
| Cianorte FC   | Brasil          | 2004–2005 |
| SE do Gama    | Brasil          | 2005-2006 |
| Paraná Clube  | Brasil          | 2006      |
| SE Palmeiras  | Brasil          | 2007      |
| Goiás EC      | Brasil          | 2008      |
| Flamengo      | Brasil          | 2008      |
| Vissel Kobe   | Japón           | 2009      |
| Al-Gharafa SC | Catar           | 2009-2011 |
| Botafogo      | Brasil          | 2011      |
| Grêmio FBPA   | Brasil          | 2012      |
| Al-Jazira     | Emiratos Árabes | 2012      |
| EC Bahia      | Brasil          | 2012      |
| EC Vitória    | Brasil          | 2013      |
| Criciúma EC   | Brasil          | 2014      |
| Al-Shabab     | Emiratos Árabes | 2014–2016 |
| Chapecoense   | Brasil          | 2016      |

## Palmarés

### Como futbolista

#### Campeonatos regionales
| Título                | Club          | Estado             | Año  |
| --------------------- | ------------- | ------------------ | ---- |
| Campeonato Gaúcho     | Grêmio        | Río Grande del Sur | 1985 |
| Campeonato Gaúcho     | Grêmio        | Río Grande del Sur | 1986 |
| Campeonato Gaúcho     | Grêmio        | Río Grande del Sur | 1987 |
| Campeonato Gaúcho     | Internacional | Río Grande del Sur | 1994 |
| Campeonato Paranaense | Paraná Clube  | Paraná             | 1997 |

#### Campeonatos nacionales
| Título                | Club                 | País     | Año     |
| --------------------- | -------------------- | -------- | ------- |
| Supercopa de Portugal | Vitória de Guimarães | Portugal | 1987-88 |
| Segunda División      | Estrela da Amadora   | Portugal | 1992-93 |

### Como entrenador

#### Campeonatos regionales
| Título            | Club                  | Estado | Año  |
| ----------------- | --------------------- | ------ | ---- |
| Campeonato Baiano | Esporte Clube Vitória | Bahía  | 2013 |

#### Campeonatos nacionales
| Título                         | Club                   | País            | Año     |
| ------------------------------ | ---------------------- | --------------- | ------- |
| Copa de las Estrellas de Catar | Al-Gharafa Sports Club | Catar           | 2009    |
| Liga de fútbol de Catar        | Al-Gharafa Sports Club | Catar           | 2009-10 |
| Copa Presidente de EÁU         | Al-Jazira              | Emiratos Árabes | 2012    |

#### Campeonatos internacionales
| Título            | Club        | Sede     | Año  |
| ----------------- | ----------- | -------- | ---- |
| Copa Sudamericana | Chapecoense | Colombia | 2016 |